# Sligo

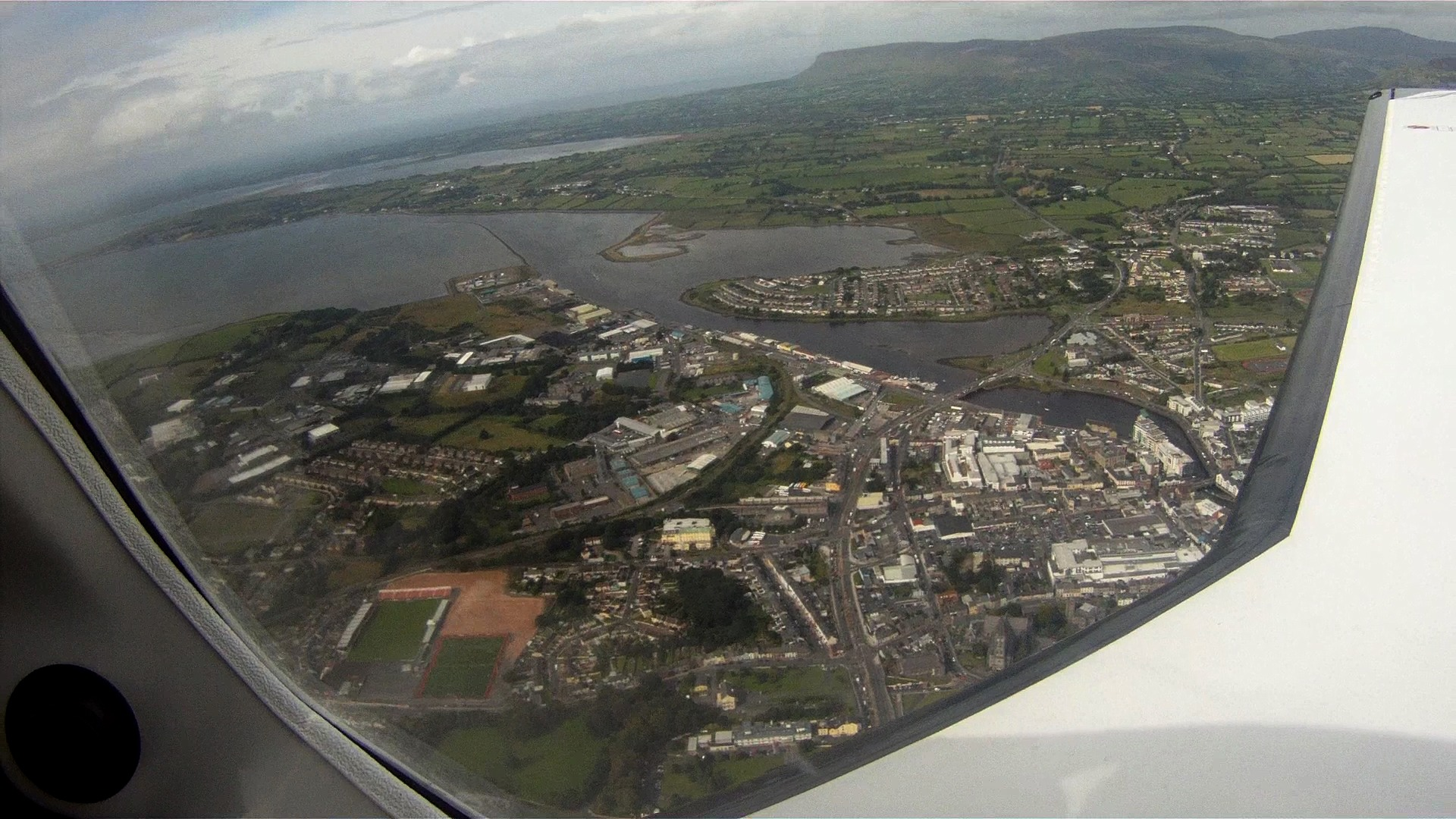
Sligo von oben

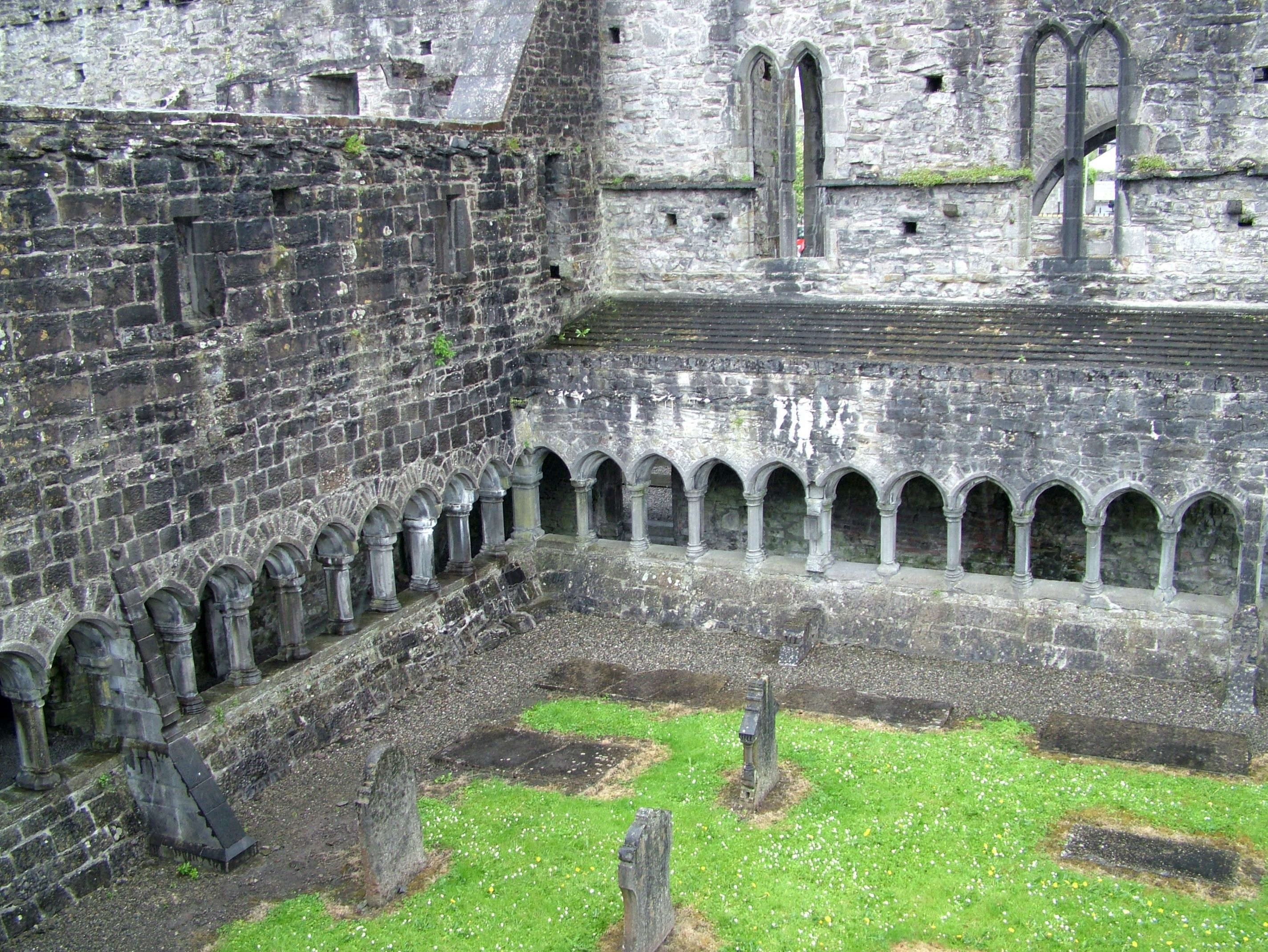
Kreuzgang der Abtei

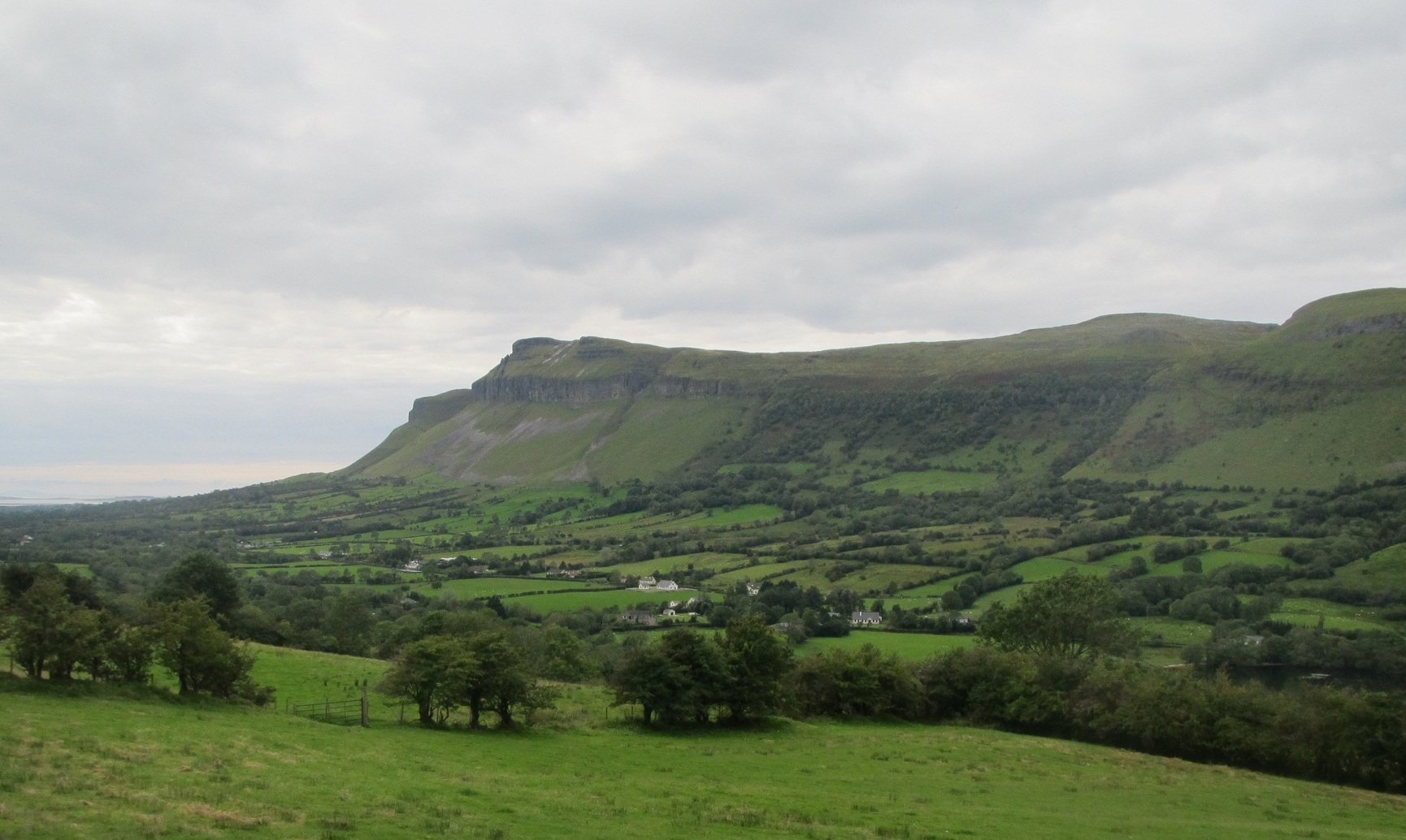
Ben Bulben, Co Sligo

Sligo [ˈslaɪɡoʊ] (irisch Sligeach [ˈʃl̠ʲɪɟəx]) ist die Hauptstadt des irischen County Sligo und liegt am Garavogue River in der Provinz Connaught. Der irische Name bedeutet übersetzt „Platz der Muscheln“, da die Küste vor Sligo bekannt war für ihre reichen Vorkommen an Schalentieren (Culleenamore Middens). Die Stadt hat mit ihrem näheren Umland 20.608 Einwohner (2022).
Sligo ist die größte Stadt im Nordwesten der Republik Irland und ein Verkehrsknotenpunkt, unter anderem nach Nordirland und ins County Donegal. Außerdem ist sie Bischofssitz des römisch-katholischen Bistums Elphin.

## Geschichte
Urgeschichtliche Spuren finden sich im Court Tomb von Killaspugbrone sowie im Passage Tomb von Abbeyquarter North.
Die Bucht von Sligo ist ein antiker Naturhafen, der griechischen, phönizischen und römischen Händlern bekannt war, da einige glaubten, dass sich in diesem Gebiet die Stadt Nagnata befindet, die auf der Weltkarte des Claudius Ptolemäus aus dem zweiten Jahrhundert n. Chr. eingezeichnet ist. Während des frühen Mittelalters wurde der Ort Sligo von der Bedeutung des großen, von Columcille fünf Meilen nördlich in Drumcliff gegründeten Klosters in den Hintergrund gedrängt. Im 12. Jahrhundert gab es bereits eine Brücke und eine kleine Siedlung an der Stelle der heutigen Stadt.
Die Gründung der mittelalterlichen Stadt und des Hafens von Sligo im europäischen Stil wird allgemein dem normannischen Ritter Maurice FitzGerald, dem Lord Chief Justice of Ireland, zugeschrieben, der 1245 Sligo Castle errichtete. Die Geschichtsschreiber bezeichnen die Stadt als Straßensiedlung, die offenbar aus der Burg und einem angeschlossenen Verteidigungsbauwerk n der Nähe der Quay Street bestand. Das Dominikanerkloster Blackfriars wurde ebenfalls von Maurice Fitzgerald und dem König von Connacht, Felim mac Cathal Crobderg Ua Conchobair, im Jahr 1253 gegründet. Dieses wurde 1414 versehentlich durch ein Feuer zerstört und anschließend von Tiernan O' Rourke in seiner heutigen Form wieder aufgebaut. Die normannische Vorherrschaft in Sligo sollte jedoch nicht lange andauern. Der normannische Vormarsch wurde in Sligo nach der Schlacht von Credran Cille im Jahr 1257 bei Ros Ceite (Rosses Point)  zwischen Godfrey O’Donnell, Lord of Tirconnell, und Maurice Fitzgerald gestoppt. Beide Befehlshaber wurden im Zweikampf tödlich verwundet. Die normannische Invasion von Tír Chonaill wurde daraufhin aufgegeben. Einer Erhebung aus dem Jahr 1289 zufolge gab es 180 Bürger in der Stadt.
Die Stadt ist insofern einzigartig in Irland, als sie die einzige von den Normannen gegründete irische Stadt ist, die während des gesamten Mittelalters fast durchgehend unter irischer Kontrolle stand.
Trotz anglo-normannischer Versuche, sie zurückzuerobern, wurde sie bis 1315 zum Verwaltungszentrum der O’Conor Sligo (O'Conchobar Sligigh) Konföderation von Iochtar Connacht (Lower Connacht).

## Sehenswürdigkeiten
Sehenswert sind unter anderem die St. Joseph Church aus dem 17. Jahrhundert im Stadtteil Calry am rechten Ufer des Garavogue, Sligo Cathedral und vor allem die Ruine von Sligo Abbey, die von Maurice Fitz Gerald, dem Gründer der Stadt erbaut wurde. Sligo wird an der Peripherie umsäumt von zwei der literarisch bekanntesten Berge Irlands, dem Ben Bulben, einem Tafelberg, und dem Knocknarea mit dem Grabhügel der mythischen Königin Medb. Zu Füßen des Knocknarea liegt Carrowmore, eine megalithische Nekropole mit Dolmen und Ganggräbern.

## Infrastruktur
Die Stadt hat einen kleinen Flugplatz mit regionaler Bedeutung in Strandhill, der 2011 für Linienflüge geschlossen wurde.
Zudem verfügt Sligo über einen Bahnhof, über den die irische Eisenbahngesellschaft „Iarnród Éireann“ es direkt mit der Hauptstadt Dublin verbindet.
Unmittelbar neben dem Bahnhof befindet sich der Busbahnhof von Bus Éireann, von dem aus die Stadt mit mehrfach täglich verkehrenden Linien direkt nach Norden (Derry), nach Süden Richtung Galway und nach Osten Richtung Dublin verbunden ist.
Sligo hat rund 150 Pubs und ist die zentrale Einkaufsstadt der Countys Sligo und Leitrim.

## Universität
Das Institute of Technology Sligo (kurz: ITS oder IT Sligo; Irisch: An Institiúid Teicneolaíochta, Sligeach) ist ein bis zum 1. April 2022 bestehendes technisches Institut in Sligo. Ab diesem Zeitpunkt schloss es sich mit dem Letterkenny Institute of Technology und dem Galway-Mayo Institute of Technology zu Irlands vierter jemals gegründetem Technischen Universität, der Atlantic Technological University zusammen. Bis dahin hat die ITS drei Fakultäten und neun Abteilungen.

## Sport
Sligo beheimatet den dreifachen irischen Fußball-Meister und Pokalsieger Sligo Rovers, der momentan in der ersten irischen Liga spielt.

## Medien
In Sligo gibt es drei lokale Zeitungen. Der Sligo Weekender erscheint dienstags, während The Sligo Champion und die Sligo Post am Mittwoch erscheinen.
Es gibt auch eine lokale Radiostation, Ocean FM. Die Studios befinden sich in Collooney (County Sligo), Donegal und Manorhamilton (County Leitrim). Ocean FM sendet in die Countys Donegal, Leitrim und Sligo.

## Städtepartnerschaften
Sligo unterhält mit folgenden Städten Partnerschaften:
- Crozon, Bretagne, Frankreich
- Kempten (Allgäu), Bayern, Deutschland (seit 1990)
- Illapel, Provinz Choapa, Chile
- Tallahassee, Florida, USA
- Everett, Washington, USA[12]

## Söhne und Töchter der Stadt
- James Duffy (1890–1915), kanadischer Leichtathlet (Marathonläufer)
- Sean Fallon (1922–2013), Fußballspieler und -trainer
- Ray MacSharry (* 1938), war mal EU-Kommissar
- Red Morris, 4. Baron Killanin (* 1947), Filmproduzent
- Vivian Candy (1948–2009), Unternehmer und Autorennfahrer
- Michael Colreavy (* 1948), Politiker
- Jimmy Devins (* 1948), Politiker
- Marian Harkin (* 1953), Politikerin und seit 2004 Mitglied des Europäischen Parlaments
- Dave Kennedy (* 1953), Automobilrennfahrer
- Paul McGee (* 1954), Fußballspieler und -trainer
- Mike Nielsen (* 1961), Jazz- und Improvisationsmusiker
- Pauline McLynn (* 1962), Schauspielerin und Schriftstellerin
- Martin Kenny (* 1971), Politiker
- Mark Scanlon (* 1980), Radrennfahrer
- Kian Egan (* 1980), Mark Feehily (* 1980) und Shane Filan (* 1979), Mitglieder der Band Westlife
- Mary Cullen (* 1982), Langstreckenläuferin
- Christopher O’Donnell (* 1998), Sprinter
- John Mahon (* 1999), Fußballspieler

## Nachweise
1. 1 2  Census 2022. citypopulation.de, abgerufen am 2. August 2023.
2. ↑  Sligeach/Sligo. Abgerufen am 21. Mai 2023 (englisch).
3. ↑  Ireland of Ancient Times — Claudius Ptolemy – Kilmacteige-Kilmactigue Parish Genealogy – South Sligo, Ireland. Abgerufen am 21. Mai 2023.
4. ↑  Sligo has been on the record long before many towns and cities including Dublin. 14. Oktober 2009, abgerufen am 21. Mai 2023 (englisch).
5. ↑  From Nagnatha to Sligo, a personal journey – Sligo Chamber of Commerce & Industry. Abgerufen am 21. Mai 2023.
6. ↑  About Kilmacteige Parish Genealogy 2 and MAPS – Kilmacteige-Kilmactigue Parish Genealogy – South Sligo, Ireland. Abgerufen am 21. Mai 2023.
7. ↑  O'Rourke (Ó Ruairc), Tighearnán Mór | Dictionary of Irish Biography. Abgerufen am 21. Mai 2023 (englisch).
8. ↑  Sligo Dominican Priory | Monastic Ireland. Abgerufen am 21. Mai 2023 (britisches Englisch).
9. ↑  Archecological Assessment of Sligo. In: www.sligococo.ie. County of Sligo, abgerufen im Mai 2023 (englisch).
10. ↑  Hans Lajta: Irland. Polyglott-Verlag, München, 7. Aufl. 1978/1979, ISBN 3-493-60788-1, S. 56.
11. ↑  Institute of Technology Sligo. Abgerufen am 21. Mai 2023 (australisches Englisch).
12. ↑  Washington's 'Sister' Relationships (Memento vom 5. November 2012 im Internet Archive)